# NGC 6575
NGC 6575 est une vaste galaxie elliptique située dans la constellation d'Hercule. Sa vitesse par rapport au fond diffus cosmologique est de 6 650 ± 15 km/s, ce qui correspond à une distance de Hubble de 98,1 ± 6,9 Mpc (∼320 millions d'al). NGC 6575 a été découverte par l'astronome américain Truman Henry Safford en 1866.
À ce jour, une mesure non basée sur le décalage vers le rouge (redshift) donne une distance d'environ 93,200 Mpc (∼304 millions d'al). Cette valeur est à l'intérieur des valeurs de la distance de Hubble.

## Supernova
La supernova SN 2002cu a été découverte dans NGC 6575 le 11 mai 2002 dans le cadre du programme conjoint LOTOSS/KAIT (Lick Observatory Supernova Search de l'Observatoire de Lick et The Katzman Automatic Imaging Telescope de l'université de Californie à Berkeley). Cette supernova était de type Ia.